# Mafory Bangoura
Hadja Aissatou Mafori (auch Mafory) Bangoura (* um 1910 in Brameya; † 1976 in Bukarest) war eine guineische Politikerin.
Bangoura war eine enge Vertraute und frauenpolitische Ratgeberin Sekou Tourés, Präsidentin der guineischen Frauenvereinigung, Mitglied des Politbüros der PDG, Ministerin für Soziales (1970–1976). Schneiderin und Färberin und ohne formale Schulausbildung, unterstützte sie den Unabhängigkeitskampf Guineas. Beim Streik im September 1953 mobilisierte sie die Frauen des Landes, damit die streikenden Männer länger den Streik aufrechterhielten. Zu den von ihr vorgeschlagenen Mitteln gehörte sexuelle Verweigerung gegenüber Streikbrechern, Verkauf von Familienschmuck zur Finanzierung des Streiks.
1955 inhaftierte und verurteilte die Kolonialverwaltung Bangoura wegen „gewalttätiger Reden“ und „Anstiftung zum Aufruhr“ zu einem Jahr Gefängnis, musste sie aber aufgrund öffentlichen Drucks schon nach zwei Wochen wieder entlassen.
Nach 1958 nahm Bangoura zahlreiche Funktionen in der Frauenorganisation der PDG wahr, bis zu ihrem Tode war sie Mitglied des kollektiven Führungsorgans der PDG und Ministerin für Soziales.